# سلیم
سلیم‌ها پرندگانی هستند آبچر که از آبچلیک‌ها با بدن جمع و جورتر، گردن کوتاه‌تر و کلفت‌تر، منقار کوتاه‌تر، چشم‌هایی درشت‌تر و نقش نگار بیشتر، مشخص می‌شوند. بال‌های نسبتاً دراز و نوک‌تیز دارند، پروازشان قوی است و به سرعت می‌دوند. هنگام تغذیه سر و دم خود را به حرکت مخصوصی بالا و پایین می‌کنند. نقش پر و بال در پرواز و صدای رسای این پرندگان در تشخیص آن‌ها اهمیت بسزائی دارد. دم گسترده آن‌ها اغلب دارای طرح مشخصی است. بیشترشان مهاجرند و به صورت گله‌های بزرگ دیده می‌شوند. در خارج از فصل زادوولد غالباً گله‌های مختلط تشکیل می‌دهند. بسیاری از آن‌ها تابستان را در سواحل جنوب منطقه زادوولد خود می‌گذرانند. نر و ماده آن‌ها همشکل است و روی زمین آشیانه می‌سازند، جوجه‌های آن‌ها پس از خروج از تخم پوشیده از کرک‌پر هستند و تقریباً بلافاصله قادر به ترک آشیانه می‌باشند.
از مواد مختلف حیوانی و نیز بعضی مواد گیاهی تغذیه می‌کنند.

## انواع سلیم
گونه‌های سلیم:
- سلیم شنی
- سلیم سینه بلوطی
- سلیم کوهی
- سلیم طلایی آمریکایی
- سلیم طلایی اروپایی
- سلیم طلایی خاوری
- سلیم طوقی
- سلیم طوقی کوچک
- سلیم کوچک
- سلیم شنی کوچک
- سلیم پازرد
- سلیم خاکستری

## نگارخانه

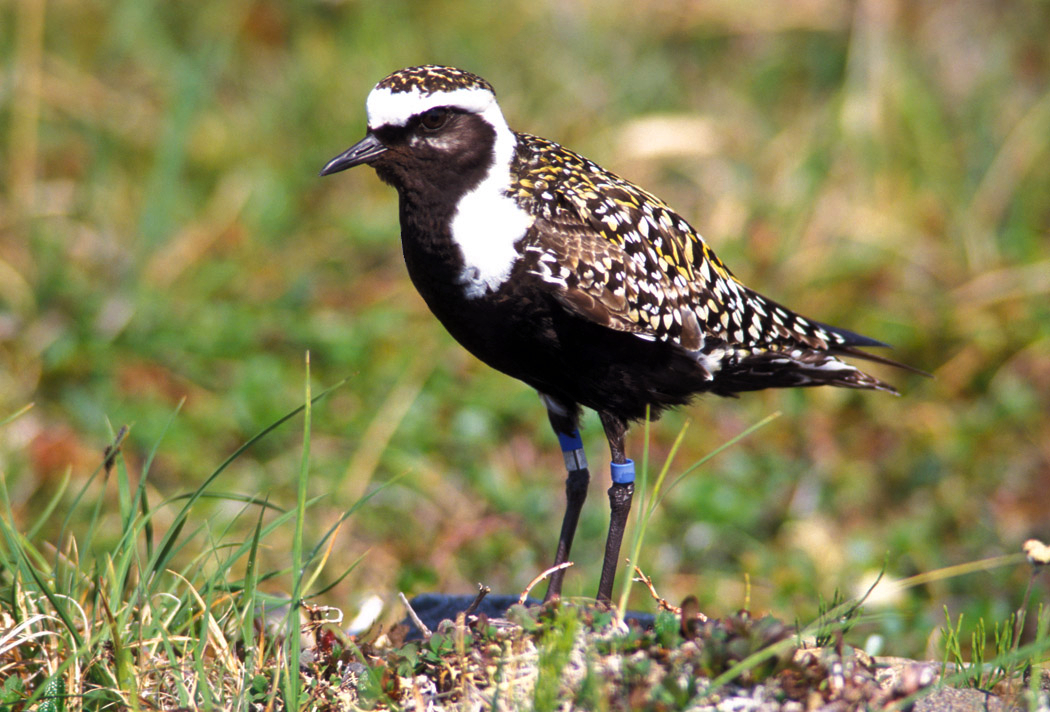
سلیم طلایی آمریکایی
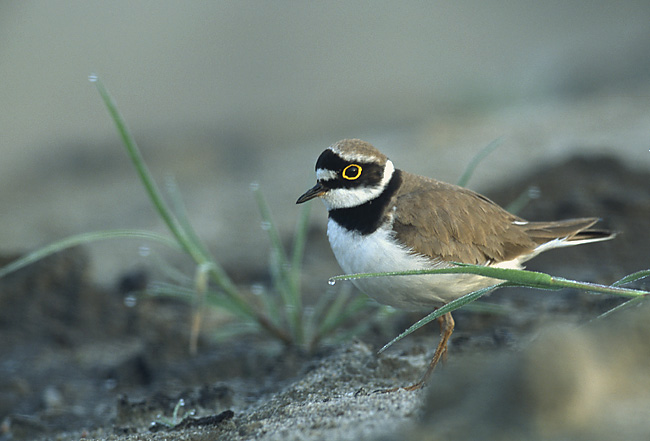
سلیم طوقی کوچک
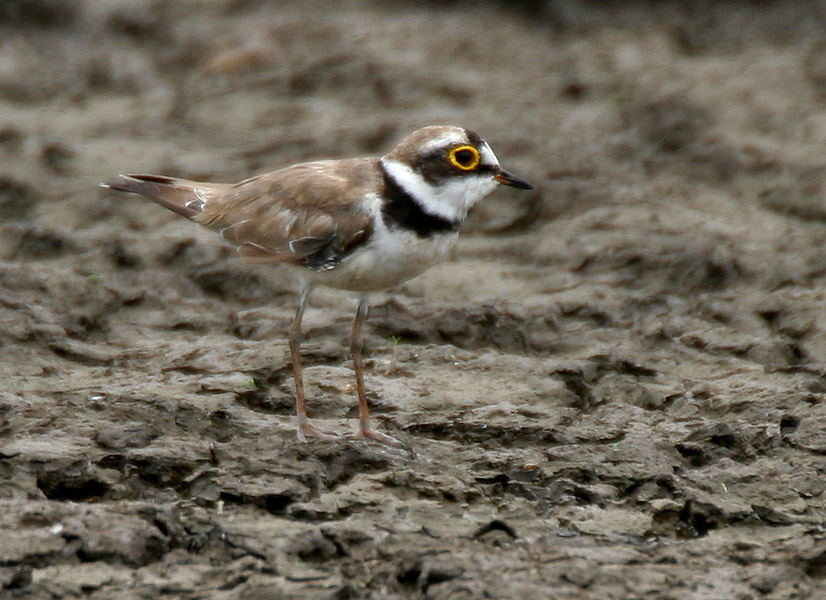
سلیم طوقی کوچک
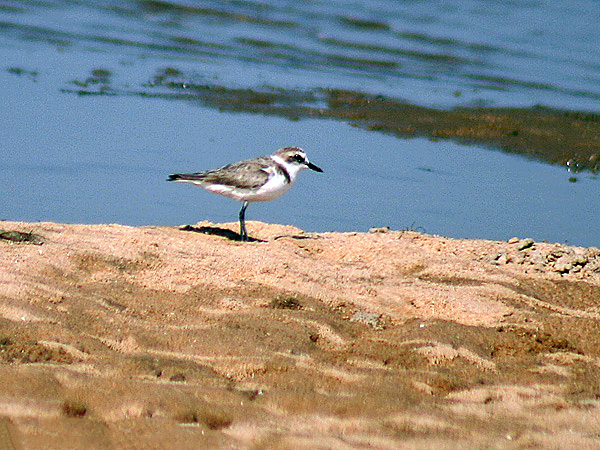
سلیم کوچک
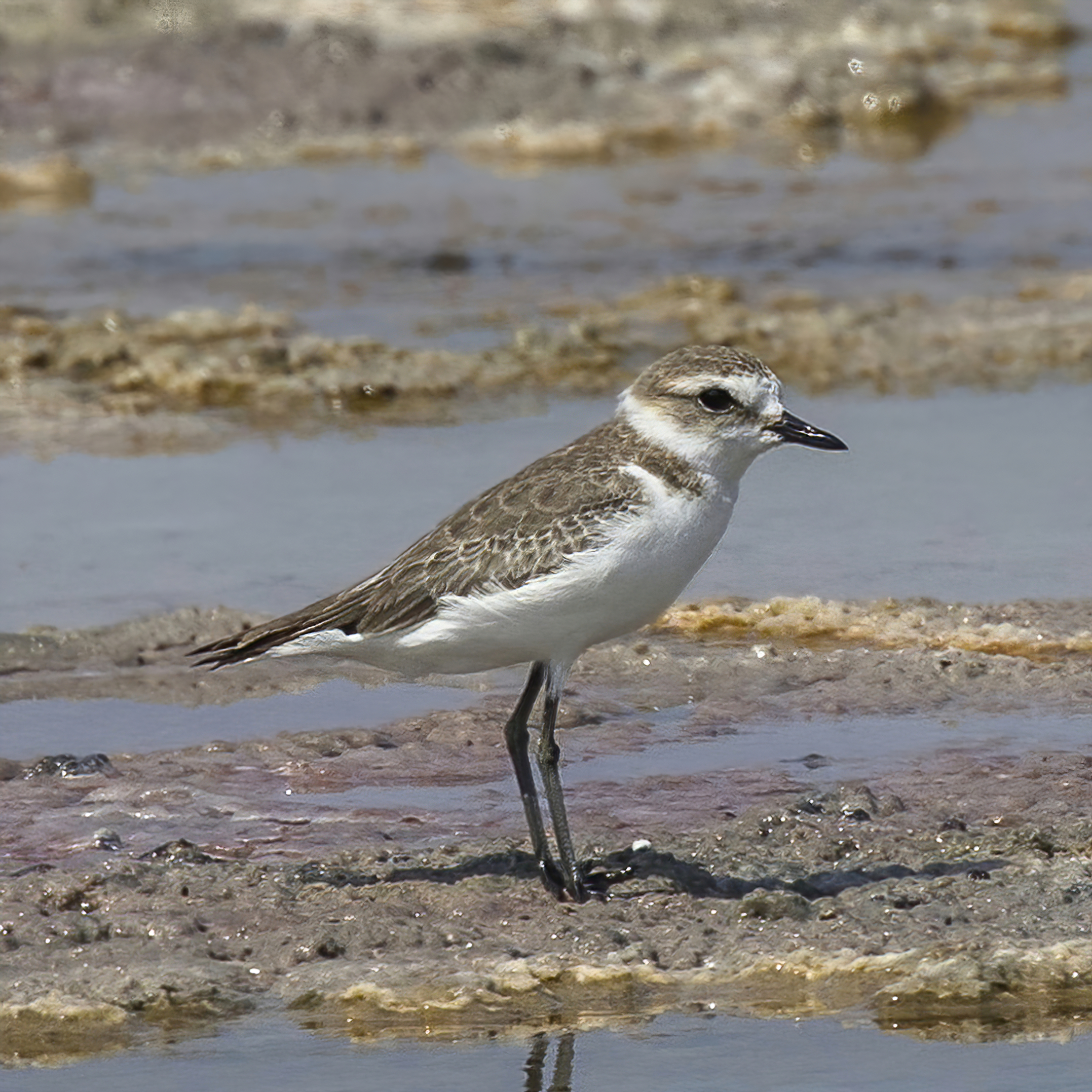
سلیم کوچک
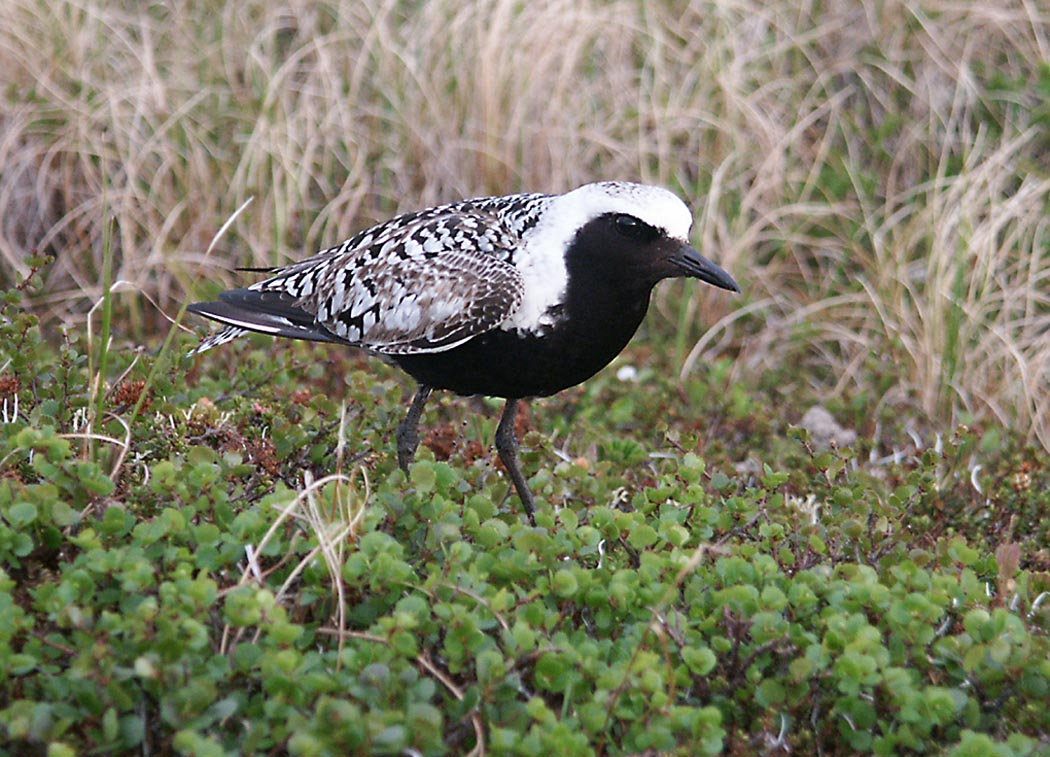
سلیم خاکستری